# A Million Little Things
A Million Little Things ou Un million de petites choses au Québec, est une série télévisée américaine en 87 épisodes de 43 minutes créée par D. J. Nash et diffusée entre le 26 septembre 2018 et le 3 mai 2023 sur le réseau ABC et en simultané au Canada sur le réseau Citytv pour les trois premières saisons, puis sur W Network.
Au Québec, la série est diffusée depuis le 26 août 2019 sur Max puis sur Vrak et ICI TOU.TV, en France, elle a été acquise par le Groupe TF1 et diffusée sur le service Salto et la télévision sur TF1 Séries Films et en Belgique, elle est diffusée sur RTL TVI et RTL Plug.

## Synopsis
À Boston, un groupe d'amis très uni est pris de choc en réalisant qu'ils doivent commencer à vivre davantage après le suicide soudain d'un membre du groupe, Jon.
Le titre est un jeu sur le dicton « L'amitié n'est pas un gros problème, c'est un million de petites choses. »

## Distribution

### Acteurs principaux
- David Giuntoli (VF : Pascal Nowak) : Eddie Saville
- Romany Malco (VF : Jean-Baptiste Anoumon) : Rome Howard
- Allison Miller (VF : Noémie Orphelin) : Maggie Bloom
- Christina Moses (en) (VF : Nathalie Karsenti) : Regina Howard
- Grace Park (VF : Marie-Ève Dufresne) : Katherine Kim
- James Roday (VF : Guillaume Lebon) : Gary Mendez
- Stephanie Szostak (VF : Flora Brunier) : Delilah Dixon
- Tristan Byon (VF : Gwenaëlle Jegou) : Theo Saville
- Lizzy Greene (VF : Valérie Bescht) : Sophie Dixon, fille de Jon et Delilah
- Chance Hurstfield (VF : Aramis Delamare) : Daniel « Danny » Dixon, fils de Jon et Delilah (récurrent saison 1, principal depuis la saison 2)
- Floriana Lima (VF : Olivia Luccioni) : Darcy Cooper (récurrente saison 2, principale depuis la saison 3)
- Christina Ochoa (VF : Vanessa Van-Geneugden) : Ashley Morales (saison 1, épisodes 1 à 13)
- Adam Swain (VF : Jhos Lican) : Tyrell (récurrent saison 3, principal saison 4)

### Acteurs récurrents
- Sam Pancake (VF : Christophe Desmottes) : Carter French
- Ron Livingston (VF : Patrick Delage) : Jonathan « Jon » Dixon
- Neil Webb (VF : Thibaut Lacour) : Keith (saison 1)
- Henderson Wade (VF : Mike Fédée) : Hunter, collègue de travail de Katherine (saison 1)
- Chandler Riggs (VF : Hervé Grull) : PJ
- Melora Hardin (VF : Laurence Bréheret) : Patricia, la mère de Maggie
- Drea de Matteo (VF : Laurence Dourlens) : Barbara Nelson, née Morgan
- James Tupper (VF : Olivier Peissel puis Constantin Pappas) : Andrew Pollock
- Jason Ritter (VF : Fabrice Fara) : Eric (saison 2)
- Anna Akana (VF : Claire Baradat) : Dakota (saison 2)
- Ebboney Wilson (VF : Joséphine Ropion) : Eve (saison 2)
- Erin Karpluk (VF : Julie Mouchel) : Anna Benoit (depuis la saison 3)
- Chris Geere (VF : Julien Allouf) : Jamie Clarke (saison 3, épisodes 1 à 9)
- Tyler Cody (VF : Nicolas Pluyaud) : Jake Anderson (saisons 2 et 3, 5 épisodes)

### Invités
- Constance Zimmer : Jeri Huntington (saison 1, épisodes 1, 11 et 13)
- Sam Huntington (VF : François Santucci (saison 1) puis Kévin Goffette (saison 4)) : Tom (saisons 1 et 4)
- Lochlyn Munro : le coach de hockey (saison 1, épisode 3)
- Richard Kind (VF : Gérard Surugue) : Seymour (saison 2, épisode 5)
- Sutton Foster : Chloe, fiancée d'Eric (saison 2, épisode 12)
- Marcia Gay Harden (VF : Véronique Augereau) : Alice Mendez, mère de Gary (saison 2, épisode 12)
- Terry Chen : Alan (saison 3)
- Andrew Leeds (VF : Thomas Roditi) : Peter Benoit (saison 3 et 4)
- Cameron Esposito (VF : Armelle Gallaud) : Greta Stroboscope (saison 4)

 Source et légende : version française (VF) sur RS Doublage et DSD

## Production
Le projet de D. J. Nash débute en août 2017, et ABC commande le pilote en janvier 2018.
Le casting principal débute le mois suivant dans cet ordre : David Giuntoli, Romany Malco, Christina Ochoa, Anne Son (Katherine), Christina Moses (en), James Roday, Allison Miller, Stephanie Szostak et Lizzy Greene.
Satisfaite du pilote, ABC commande la série le 9 mai 2018 mais décide de recaster le rôle de Katherine tenu par Anne Son, et annonce six jours plus tard lors des Upfronts que la série sera diffusée dans la case du mercredi à 22 h à l'automne. À la fin juin, Grace Park reprend le rôle et ses scènes dans le pilote sont tournées de nouveau.
Fin juillet, Sam Huntington est invité pour quelques épisodes.
Le 26 octobre 2018, ABC commande quatre épisodes supplémentaires, pour un total de 17.
ABC déplace la série dans la case du jeudi à 21 h dès janvier 2019.
En janvier 2018, l'acteur Chandler Riggs (The Walking Dead) rejoint la série en tant que personnage récurrent pour quelques épisodes, suivi par Drea de Matteo.
Le 5 février 2019, la série est renouvelée pour une deuxième saison. Durant l'été 2019, la production engage Jason Ritter et confirme les retours de Melora Hardin, Chandler Riggs, Drea de Matteo et James Tupper. En octobre 2019, Sutton Foster sera invitée en tant que fiancée d'Eric, en flashback, puis en janvier 2020, Marcia Gay Harden est invitée en tant qu'Alice Mendez, la mère de Gary.
ABC déplace la série dans la case du jeudi à 22 h à partir de janvier 2020.
Le 21 mai 2020, la série est renouvelée pour une troisième saison. En septembre, Floriana Lima est promue à la distribution principale.
Une quatrième saison est commandée le 14 mai 2021, et une cinquième saison le 13 mai 2022.

## Épisodes

### Première saison (2018-2019)
1. Pilote / Un million de petites choses (Pilot)
2. Le Rôle du père (Band of Dads)
3. Porte-bonheur (Save the Date)
4. Se souvenir des belles choses (Friday Night Dinner)
5. Le Match de ta vie (The Game of Your Life)
6. Inattendu (Unexpected)
7. Les Défis (I Dare You)
8. S'enfuir ou se battre (Fight or Flight)
9. Disproportion (Perspective)
10. La Liste de Noël (Christmas Wishlist)
11. Secrets et mensonges (Secrets and Lies)
12. Le Jour d'avant (The Day Before…)
13. Douze secondes (Twelve Seconds)
14. Un jour ou l'autre (Someday)
15. Plymouth Rock (The Rock)
16. Le Chapelet (The Rosary)
17. Au revoir (Goodbye)

### Deuxième saison (2019-2020)
Cette saison de 19 épisodes est diffusée depuis le 26 septembre 2019. L'arc narratif reprend immédiatement après la fin de la saison, sans saut dans le temps.
1. Retour à la maison (Coming Home)
2. Grand Canyon (Grand Canyon)
3. Signaux contradictoires (Mixed Signals)
4. Dans la tourmente (The Perfect Storm)
5. Austin (Austin)
6. Podcast (Unleashed)
7. Dix ans déjà (Ten Years)
8. Comment se dire adieu (Goodnight)
9. Le temps s'arrête (Time Stands Still)
10. Premier baiser (The Kiss)
11. Nous sommes les Howard (We're the Howards)
12. Coupables (Guilty)
13. Daisy (Daisy)
14. Soirée pyjama (The Sleepover)
15. Le déjeuner (The Lunch)
16. Changement de programme (Change of Plans)
17. Rêves (One Year Later)
18. Mères et filles (Mothers & Daughters)
19. Jusqu'à ce que la mort nous sépare ('Til Death Do Us Part)

### Troisième saison (2020-2021)
Cette saison de 18 épisodes est diffusée depuis le 19 novembre 2020. La pandémie de Covid-19 rattrape la série dès le cinquième épisode.
1. Un million de petits pas (Hit & Run)
2. Son nom sur le mur (Writings on the Wall)
3. Lâcher prise (Letting Go)
4. Confidences (The Talk)
5. L'imprévisible (Non-essential)
6. Un océan nous sépare (Miles Apart)
7. Petits accidents de parcours (Timing)
8. Être né quelque part (The Price of Admission)
9. La brebis égarée (The Lost Sheep)
10. Fais moi confiance... (Trust Me)
11. Changer la donne (Redefine)
12. Le courage de Danny (Junior)
13. Pas de justice, pas de paix (Listen)
14. La vie en Bloom (United Front)
15. Et si je n'étais pas la seule ? (Not Alone)
16. Accepter de guérir (No One Is to Blame)
17. Injustice (Justice Part 1)
18. Justice (Justice Part 2)

### Quatrième saison (2021-2022)
Elle est diffusée depuis le 22 septembre 2021.
1. La Famille d'abord (Family First)
2. Imprévus (Not the Plan)
3. Échec et match ! (Game Night)
4. Pinocchio (Pinocchio)
5. Faire place nette (Crystal Clear)
6. Tourner la page (Six Months Later)
7. Stay
8. The Things We Keep Inside
9. Any Way the Wind Blows
10. Surprise
11. Piece of Cake
12. Little White Lies
13. Fresh Start
14. School Ties
15. Fingers Crossed
16. Lesson Learned
17. 60 Minutes
18. Slipping
19. Out of Hiding
20. Just in Case

### Cinquième saison (2023)
Cette cinquième et dernière saison de treize épisodes est diffusée depuis le 8 février 2023.
1. The Last Dance
2. Think Twice
3. In the Room
4. A Bird in the Hand
5. No Place Like Home
6. Mic Drop
7. Spilled Milk
8. Dear Diary
9. Father's Day
10. The Salesman
11. Ironic
12. Tough Stuff
13. One Big Thing